# Tages
Tarchies bzw. Tages (lateinische Schreibweise) war der etruskische Gott der Weisheit. Er galt als Sohn oder Enkel des Tinia und soll dem Etrusker Tarchon die Kunst der Weissagung vermittelt haben. In bildlichen Darstellungen hat er zwei Schlangen anstelle der Beine. 
Cicero berichtet in seiner Schrift De divinatione, dass einst ein etruskischer Bauer beim Pflügen eine tiefere Furche als gewöhnlich gezogen habe, woraufhin Tages aus dem Erdreich gestiegen sei. Der Gott habe das Gesicht eines Kindes, aber die Klugheit eines alten Weisen besessen. Vom erstaunten Aufschrei des Bauern angezogen, sei eine große Menschenmenge erschienen, denen Tages erläutert habe, wie sie aus Omen der Natur die Zukunft ablesen könnten. Die Etrusker hätten die Lehren des Tages dann schriftlich niedergelegt.